# Contea di Wayne (Mississippi)
La contea di Wayne, in inglese Wayne County, è una contea dello Stato del Mississippi, negli Stati Uniti. La popolazione al censimento del 2000 era di 21 216 abitanti. Il capoluogo di contea è Waynesboro. Il nome della contea è in onore del generale Anthony Wayne.

## Geografia fisica
La contea si trova nella parte orientale del Mississippi. L'U.S. Census Bureau certifica che l'estensione della contea è di 2107 km², di cui 2099 km² composti da terra e i rimanenti 8 km² composti di acqua.

### Contee confinanti
- Contea di Clarke (Mississippi) - nord
- Contea di Choctaw (Alabama) - nord-est
- Contea di Washington (Alabama) - sud-est
- Contea di Greene (Mississippi) - sud
- Contea di Perry (Mississippi) - sud-ovest
- Contea di Jones (Mississippi) - ovest
- Contea di Jasper (Mississippi) - nord-ovest

### Principali strade ed autostrade
- U.S. Highway 45
- U.S. Highway 84
- Mississippi Highway 63

## Storia
La Contea di Wayne venne costituita il 21 dicembre 1809.

## Città e paesi
- State Line (parzialmente)
- Waynesboro
- Clara
- Buckatunna